# Bakszejcsamkrong
Bakszejcsamkrong vagy Baksei Chamkrong 10. századi hindu templomhegy Angkorban, Kambodzsában. A templom Pnom Bakhengtől északra, Angkorthom déli kapujának közelében áll. 
Az alul 27×27, felül 15×15 méteres, négy szintes, piramisszerű magaslaton álló kis méterű, 13 méter magas templomot II. Harsavarman király (941–944), édesapja – Jaszovarman – emlékére emeltette, de halála miatt Radzsendravarman (944–968) fejeztette be 947-ben. A templom szentélyében őrizték Siva isten aranyszobrát.
A templom neve „a madár, amely szárnyaival védte” egy legendához kötődik: amikor Angkor ostroma alatt a király menekülni próbált a városból, egy hatalmas madár szállt alá itt, és az uralkodót szárnyai védelmébe vette.
A templom agyagtéglából és lateritből épült, díszeit homokkőből faragták. Bakszejcsamkrong domborműveinek jelentős része elveszett. A megmaradt reliefek központi alakja Indra, aki háromfejű elefántja hátán lovagol.